# خوان غونزاليس (لاعب كرة طائرة)
خوان غونزاليس (بالإسبانية: Juan González) (11 يناير 1994 في إسبانيا - ) هو لاعب كرة طائرة إسبانيا.